# Максименко, Илья Архипович
Илья́ Архи́пович Максиме́нко (1897—1945) — ефрейтор Рабоче-крестьянской Красной Армии, участник Великой Отечественной войны, Герой Советского Союза (1945).

## Биография
Илья Максименко родился 2 августа 1897 года в селе Кагальники (ныне — Черниговский район Черниговской области Украины). Украинец. Окончил начальную школу. Участвовал в боях Гражданской войны.
Перед Великой Отечественной войной Максименко работал председателем колхоза в селе Гулькевичи Краснодарского края. В феврале 1942 года был призван на службу в Рабоче-крестьянскую Красную Армию и направлен на фронт Великой Отечественной войны.
К февралю 1945 года ефрейтор Илья Максименко был орудийным номером батареи 771-го артиллерийского полка 248-й стрелковой дивизии 9-го стрелкового корпуса 5-й ударной армии 1-го Белорусского фронта. Отличился во время боёв в Германии. 13 февраля 1945 года Максименко участвовал в боях на плацдарме на западном берегу Одера в районе населённого пункта Гросс-Нойендорф к востоку от Врицена. В критический момент боя за расширение плацдарма он заменил собой выбывшего из строя командира орудия и отражал немецкие контратаки. В том бою он получил тяжёлое ранение, но продолжал сражаться, пока не погиб.
Указом Президиума Верховного Совета СССР от 31 мая 1945 года ефрейтор Илья Максименко посмертно был удостоен высокого звания Героя Советского Союза. Также был награждён орденом Ленина и рядом медалей.